# Leberreinigung
Als „Leberreinigung“ wird ein diätetisches Verfahren der Alternativmedizin bezeichnet, das in der Einnahme von Magnesiumsulfat, Olivenöl und Grapefruitsaft, in manchen Fällen zum Teil ersetzt durch andere, ähnliche Zutaten, besteht. Dadurch sollen nicht nur die Gallensteine in der Gallenblase, sondern auch sogenannte Gallengangsteine gelöst und über den Stuhlgang ausgeschieden werden können. Das Verfahren ist nicht wissenschaftlich anerkannt, und es gibt keinen Wirkmechanismus.
Es gibt verschiedene feste Abfolgen von Vorschriften, nach denen eine Leberreinigung durchgeführt wird. Dabei lässt sich zwischen „Rezepten“ unterscheiden, die der traditionellen Volksheilkunde entstammen und solchen, die eindeutig einem bestimmten Urheber zugeordnet werden können. Die beiden bekanntesten „Rezepte“ der letzteren Kategorie sind die Leberreinigung nach Hulda Regehr Clark und diejenige nach Andreas Moritz.
Einer Studie zufolge waren angeblich fünf von sechs an der Gallensteinkrankheit leidende Probanden für längere Zeit beschwerdefrei, nachdem sie sich einer Leberreinigung unterzogen hatten. Auch eine Abnahme der zuvor nachgewiesenen Gallenblasensteine per Ultraschall sei festgestellt worden. In zwei anderen Fällen hingegen ergab die chemische Analyse angeblicher Gallensteine, die bei einer Leberreinigung ausgeschieden worden waren, dass es sich dabei mitnichten um Gallensteine handelte, sondern vielmehr um Gebilde, die durch die Reaktion der Verdauungssäfte mit den eingenommenen Substanzen kurzfristig im Darm entstanden waren.
Dass das Verfahren nicht ganz harmlos ist, erweist ein Fall, bei dem es zu einem mit Koliken verbundenen Steinabgang kam, der zu einer steinbedingten Bauchspeicheldrüsenentzündung (biliäre Pankreatitis) führte. Allerdings wurde hierbei anstelle des sonst üblichen Magnesiumsulfats irrtümlicherweise Glaubersalz verwendet.